# Stenocorus cinnamopterus
Stenocorus cinnamopterus là một loài bọ cánh cứng trong họ Cerambycidae.